# Pseudomyrmex tenuis
Pseudomyrmex tenuis es una especie de hormiga del género Pseudomyrmex, subfamilia Pseudomyrmecinae. Esta especie fue descrita científicamente por Fabricius en 1804.

## Distribución
Se encuentra en Bolivia, Brasil, Colombia, Costa Rica, Ecuador, Guayana Francesa, Guyana, Perú y Surinam.